# مدرسه مقدمیه
مدرسه مقدمیه (انگلیسی: Al-Muqaddamiyah Madrasa) مدرسه تاریخی در حلب، سوریه است.